# محوطه آسیاب بادی رنده
محوطه آسیاب بادی رنده مربوط به سده‌های میانه دوران‌های تاریخی پس از اسلام است و در شهرستان زابل، بخش مرکزی، روستای رنده واقع شده و این اثر در تاریخ ۷ مهر ۱۳۸۱ با شمارهٔ ثبت ۶۴۸۸ به‌عنوان یکی از آثار ملی ایران به ثبت رسیده است.
آسباد رنده سیستان را می‌توان قدیمی‌ترین سازه مکانیکی ایران نامید. این اثر با ارتفاع تقریبی ۱۲ متر دارای دو محور و دو آس خانه بوده که به همین دلیل به آس دو پره نیز مشهور است، همچنین بر روی جدار خارجی دیوارهای مرتفع آن تزیینات خشتی به چشم میخورد که تا به امروز زینت بخش این اثر می‌باشد.
با توجه به وفور غلات و به استناد کتب تاریخی که از سیستان با نام انبار غله ایران یاد ی،کنند مردم سیستان در گذشته‌هایی نه چندان دور با رام کردن نیروی باد و استفاده مثبت از بادهای موسمی ،منطقه نظیر بادهای ۱۲۰ روزه در تابستان و باد قوس در زمستان با ساخت آس بادهای عمود محور غلات را ارد کرده و نیاز غذایی خود و مردم سرزمین‌های دور و نزدیک را مرتفع می‌ساختند.
نتایج حاکی از آن است که قدمت آسبادها و مجموعه محوطه های منطقۀ رنده, بیشتر از آسبادهای منطقۀ حوضدار بوده و مربوط به قرون 6 تا 9ه‍.ق. می‌گردد. این مجموعه دربردارنده بیشترین تعداد آسباد مربوط به قرون میانه اسلامی است که براساس همین می توان آن را بزرگ‌ترین مجموعۀ تولید آرد منطقه معرفی نمود. در این میان, آسباد معروف به «سه پره» بزرگ‌ترین آسباد شناخته شده شرق ایران است که در دوره‌های بعد, نوع و سبک معماری آن با حذف حیاط جانبی و اتاق انبارهای پیرامون آن, در آسبادهای صفوی منطقۀ حوضدار, تداوم یافته است.
این اثر تاریخی در کیلومتر ۲۰ جاده زابل به دوست محمد و در مجاورت روستای شندل قرار دارد.